# South Havra
South Havra (en nòrdic antic Hafrey) és una de les illes Scalloway, pertanyents a l'arxipèlag de les illes Shetland, a Escòcia. L'illa roman deshabitada des de l'any 1923. Està situada al sud de Burra i a l'oest de la península meridional de l'illa Mainland.
L'illa ocupa una superfície de 59 hectàrees i la seva altitud màxima sobre el nivell del mar és de 42 metres.
Les atraccions de l'illa inclouen coves i arcs naturals, així com les ruïnes d'un molí desgranador de blat de moro.